# Desmoxytes purpurosea
A lacraia dragão (Desmoxytes purpurosea) é um diplópode encontrado e descrito pela primeira vez em 2007 por cientistas da Tailândia. Seu nome se deve às sua coloração cor-de-rosa, que segundo sugerem os pesquisadores, serve para afastar os predadores. um fato anunciado pelo carácter apossemático da sua cor.
Apesar do nome e da aparência, mais próxima das lacraias, o animal é na verdade, por sua classificação como diplópode, uma maria-café/piolho-de-cobra. Por outro lado, assim como lacraias verdadeiras, produz substâncias venenosas. Porque produzem cianeto, cheiram como amêndoas.
A espécie foi classificada em terceiro lugar num top 10 entre espécies descritas em 2008 pelo International Institute for Species Exploration.